# Большая тройка (Вторая мировая война)

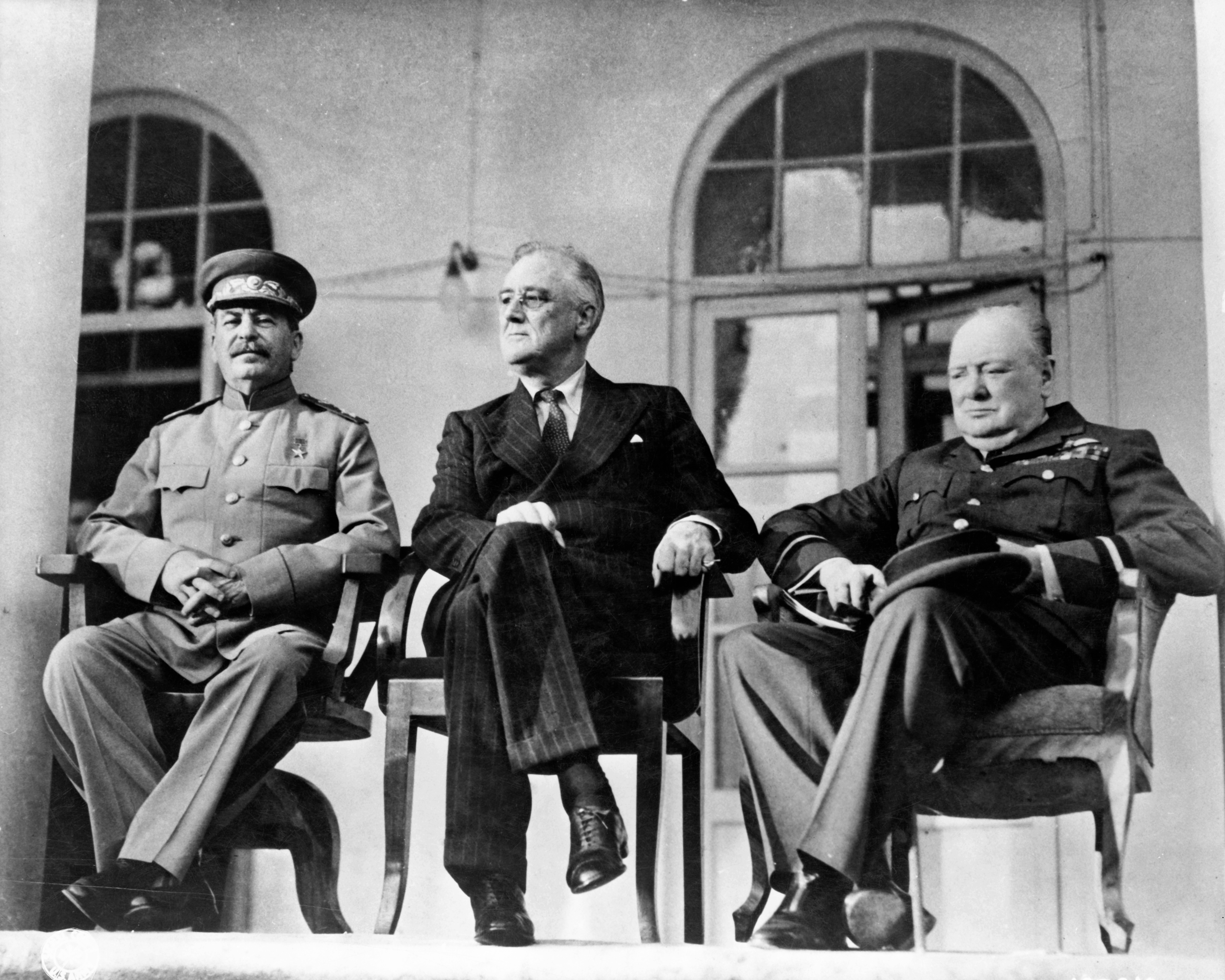
Большая тройка лидеров на Тегеранской конференции

Большая тройка (англ. The Big Three; также Большой альянс — англ. Grand Alliance) — военный альянс, состоящий из трёх главных союзников Второй мировой войны: Советского Союза, Соединённых Штатов Америки и Соединённого Королевства. Его часто называют «странным альянсом», потому что он объединил свободные капиталистические государства и тоталитарное социалистическое государство.
Руководителями трёх союзных государств антигитлеровской коалиции были председатель Совнаркома СССР Иосиф Сталин, президент США Франклин Рузвельт и премьер-министр Великобритании Уинстон Черчилль.